# Гаазька конференція з міжнародного приватного права
Гаа́зька конфере́нція з міжнаро́дного прива́тного пра́ва (англ. The Hague Conference on International Private Law) - міжурядова організація, що здійснює роботу з прогресивної уніфікації норм міжнародного приватного права. Вона була створена у 1893 році.
Основна діяльність Конференції полягає у розробці багатосторонніх договорів (конвенцій) у різних сферах міжнародного приватного права, зокрема:
- міжнародного співробітництва судових і адміністративних органів з питань правової допомоги,
- колізійного права щодо договорів, зобов'язань, що виникають внаслідок заподіяння шкоди,
- аліментних зобов'язань, правового статусу та захисту дітей, правовідносин між подружжям, заповітів та нерухомості або довірчої власності;
- юрисдикції і визнання та виконання іноземних судових рішень.

На сьогодні ця міжнародна організація об'єднує 76 держави-члени (всі держави Європи, держави з Американського, Африканського та Азійського континентів, Австралію). Крім того, ще 57 держав, які не є членами Конференції, приєднуються до конвенцій, розроблених в рамках цієї міжнародної організації.
Періодичність і місце проведення засідань керівного органу: Конференції проводяться один раз на рік в  Гаазі (Королівство Нідерланди)
З огляду на постійний характер Конференції 15 липня 1955 року ухвалено її Статут. 

## Конвенції Гаазької конференції з міжнародного приватного права
- Конвенція, що скасовує вимогу легалізації іноземних офіційних документів [Архівовано 11 вересня 2017 у Wayback Machine.] від 05.10.1961. Статус України: приєднання 02.04.2003; вступ в дію – 22.12.2003. Підстава: Закон України від 10.01.2002 № 2933-III;
- Конвенція про вручення за кордоном судових та позасудових документів у цивільних або комерційних справах [Архівовано 10 вересня 2017 у Wayback Machine.] від 15.11.1965. Статус України: приєднання 19.10.2000. Підстава: Закон України від 19.10.2000 № 2052-III (з заявами та застереженнями);
- Конвенція про право, що застосовується до дорожньо-транспортних пригод [Архівовано 10 вересня 2017 у Wayback Machine.] від 04.05.1971. Статус України: приєднання. Підстава: Закон України від 15.06.2011 № 3513-VI;
- Конвенція про визнання і виконання рішень стосовно зобов'язань про утримання [Архівовано 10 вересня 2017 у Wayback Machine.] від 02.10.1973. Статус України: приєднання. Підстава: Закон України від 14.09.2006 № 135-V  (із заявою та застереженням);
- Конвенція про право, що застосовується до режимів власності подружжя [Архівовано 10 вересня 2017 у Wayback Machine.] від 14.03.1978;
- Конвенція про цивільно-правові аспекти міжнародного викрадення дітей [Архівовано 11 вересня 2017 у Wayback Machine.] від 25.10.1980. Статус України: приєднання. Підстава: Закон України від 11.01.2006 № 3303-IV (з заявою);
- Конвенція про юрисдикцію, право, що застосовується, визнання, виконання та співробітництво щодо батьківської відповідальності та заходів захисту дітей [Архівовано 11 вересня 2017 у Wayback Machine.] від 19.10.1996. Статус України: приєднання. Підстава: Закон України від 14.09.2006 № 136-V (з заявами та застереженням);
- Конвенція про угоди про вибір суду [Архівовано 11 вересня 2017 у Wayback Machine.] (Витяг із Заключного Акта Двадцятої Сесії, підписаного 30.06.2005)

## Участь України у Гаазькій конференції з міжнародного приватного права
- Дата набуття Україною членства: 03.12.2003 р.;
- Підстава для набуття членства в міжнародній організації: Закон України від 15.05.2003 №793-IV «Про прийняття Статуту Гаазької конференції з міжнародного приватного права» [Архівовано 10 вересня 2017 у Wayback Machine.];
- Статус членства: Повноправний член;
- Характер фінансових зобов'язань України: Сплата щорічного членського внеску;
- Джерело здійснення видатків, пов'язаних з виконанням фінансових зобов'язань: Загальний фонд Державного бюджету України;
- Вид валюти фінансових зобов'язань: Євро
- Обсяг фінансових зобов'язань України на 2017 рік: 33 987,51;
- Центральний орган виконавчої влади, відповідальний за виконання фінансових зобов'язань: Міністерство закордонних справ України.[2]